# Водяные лилии (фильм)
«Водяны́е ли́лии» (англ. Water Lilies, фр. Naissance des Pieuvres — «Рождение спрутов») — французская мелодрама 2007 года режиссёра и сценаристки Селин Сьяммы.

## Сюжет
Три девушки, каждой около 15 лет, сталкиваются с любовными и сексуальными проблемами переходного возраста. Мари (Полин Аккар), худенькая, застенчивая девушка, тихая и почти безмолвная, дружит с Анной (Луиза Блашер). Полненькая Анна импульсивна, и она решила, что её первой любовью будет Франсуа. На соревнованиях по синхронному плаванию внимание Мари внезапно привлекает капитан одной из групп — Флориана (Адель Анель), красивая, высокая и надменная. Мари начинает искать знакомства с Флорианой, и вскоре у них возникает странная дружба. Мари нужна Флориане как прикрытие для встреч с Франсуа (Уоррен Жакен), который добивается её взаимности. Но Флориана девственница и боится, что Франсуа бросит её, если узнает об этом. Она уговаривает Мари лишить её девственности. Влюблённая Мари соглашается. А Анна тем временем обижена, что Мари проводит с ней мало времени. К тому же у Анны получается соблазнить Франсуа. Фильм заканчивается, оставив все взаимоотношения в состоянии неопределённости.

## Актёрский состав
| В ролях      |  | Персонаж |
| ------------ |  | -------- |
| Полин Аккар  |  | Мари     |
| Луиза Блашер |  | Анна     |
| Адель Энель  |  | Флориана |
| Уоррен Жакен |  | Франсуа  |

## Награды
Фильм был отобран для просмотра в секции Особый взгляд на Каннском кинофестивале 2007 года, участвовал в трёх номинациях премии Сезар 2008 года: Селин Сьямма за лучший дебют, Луиза Блашер и Адель Анель как подающие надежду актрисы. Фильм получил следующие награды:
| Награды                        | Награды | Награды            | Награды      | Награды      |
| ------------------------------ | ------- | ------------------ | ------------ | ------------ |
| Фестиваль / Премия             | Год     | Награда            | Категория    | Победитель   |
| Cabourg Romantic Film Festival | 2007    | Award of the Youth |              | Селин Сьямма |
| Приз Луи Деллюка               | 2007    | Prix Louis Delluc  | Лучший дебют | Селин Сьямма |